# 고언백
고언백(髙彦伯, ? ~ 1609년)은 조선 중기의 무신으로 본관은 제주, 자는 국필(國弼), 호는 해장(海藏)이다.

## 생애
교동향리로 있다가 무과에 급제해 임진왜란이 일어나자 영원 군수로 대동강 등지에서 싸우다가 제1차 평양 전투에서 패했다. 그러나 1592년 9월 왜군을 산간으로 유인해 62명을 죽여 승리를 거두고 1593년 양주에서 왜군 42명을 참살해 양주목사가 되었다. 이천에서도 승리하고 경기도 방어사가 되어 명나라 군사와 함께 한양을 탈환했다. 이어 경상좌도 병마절도사로 승진해 양주와 울산 등지에서 공을 세우고 1597년 정유재란에도 참여했다. 1604년 선무공신 2등으로 제흥군에 봉해졌다. 그러나 1609년 광해군이 임해군을 죽일 때 그의 심복이라하여 장형에 처해저 사망했다.

## 같이 보기
- 화대리 성강서사